# پنجره برگ

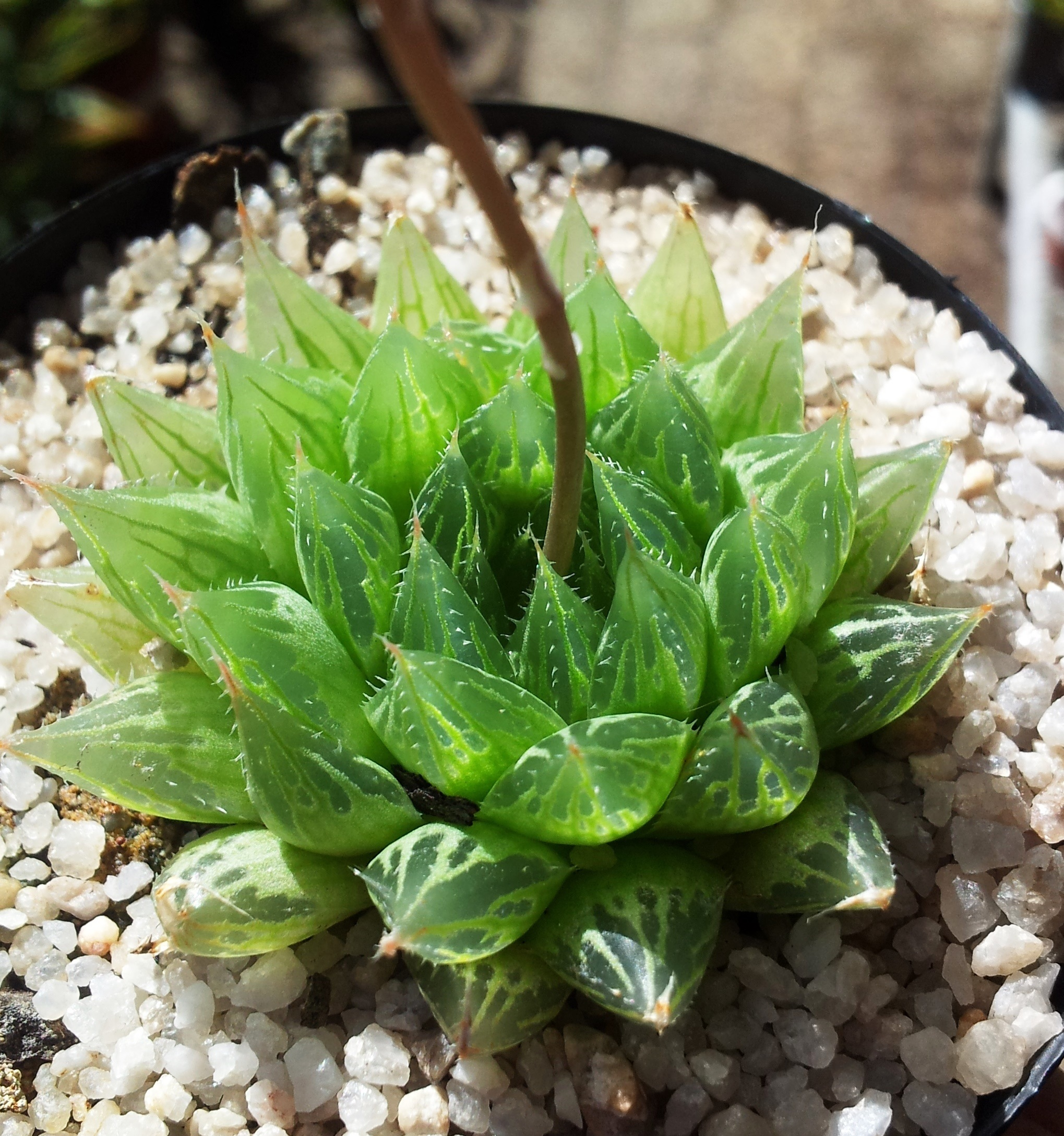
Haworthia cooperi

پنجره برگ یا شفاف برگ، (به انگلیسی: Leaf window) که به آن پنجره اپیدرمی نیز گفته می‌شود، یک ساختار ویژه برگ که متشکل از یک ناحیه نیمه شفاف است و نور خورشید می‌تواند به سطوح داخلی برگ وارد شده و در آنجا فتوسنتز انجام شود. این قسمت برگ به عنوان روزنه نیز شناخته می‌شود. ساختار نیمه شفاف ممکن است شامل بافت اپیدرمی باشد و در بعضی از گیاهان آبدار از چندین لایه سلولی پارانشیم تشکیل شده‌است که ممکن است به عنوان بافت ذخیره کننده آب نیز عمل کند. این نوع ساختار می‌تواند به صورت یک تکه به هم پیوسته بزرگ، یک منطقه گسترده و چند لایه، یا به صورت لکه‌های کوچک متعدد در بخش‌هایی از برگ گیاه ظاهر شود. این نوع ساختار سازگار یافته، به‌طور مشخص در گیاهان آبدار بومی آب و هوای خشک مشاهده می‌شود که به بسیاری از گیاهان اجازه می‌دهد در زیر سطح خاک زنده بمانند، در حالی که از خشک شدن توسط بادهای شدید و گرما محافظت می‌شوند و جذب نور را با افزایش سطح فتوسنتز بهینه می‌کنند. بسیاری از گونه‌های شناخته شده حاوی پنجره برگ، بومی آفریقای جنوبی و کشورهای اطراف آن هستند.

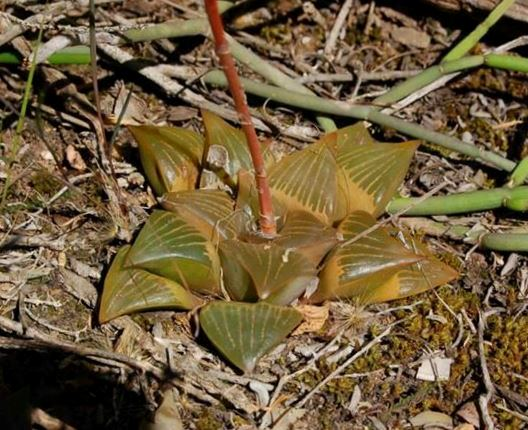
Haworthia retusa

## کارکرد
عملکرد اصلی پنجره‌های شفاف روی اپیدرم برگ افزایش جذب انرژی تابشی و در نتیجه افزایش سرعت فتوسنتز است. معمولاً پنجره‌های اپیدرمی که در راس یا انتهای برگها قرار دارد، اجازه می‌دهد نور خورشید بدون هیچ مانعی، حتی هنگامی که گیاه در زیر سطح خاک قرار گرفته‌است مورد استفاده سلول‌ها قرار می‌گیرد.
عدم وجود روزنه در بافت‌های پنجره برگ، از تبخیر آب در گیاه جلوگیری می‌کند و به گیاهان آبدار یا گوشتی اجازه می‌دهد که سطح برگ را در محیط خارج به حداقل برسانند و خطر خشک شدن را کاهش دهند و کمتر در معرض دید حشرات و جانوران گیاهخوار قرار بگیرند. در گرمای شدید سطح سبز و فتوسنتز کننده گیاه در زیرزمین پنهان می‌شود، به طوری که فقط نور پراکنده‌ای را که به پنجره‌ها برخورد می‌کند جمع می‌کند و به نوبه خود تمرکز کرده و آن را به سمت سلول‌های داخلی فتوسنتز کننده هدایت می‌کند. در گونه‌های سنگرخ یا لیتوپس آزمایش‌ها نشان داده‌اند که اندازه پنجره برگ، همبستگی معکوس با میزان تابش خورشید در آن زیستگاه دارد. این به این معنی است که پنجره‌های اپیدرمی گیاهانی که در مناطقی با تابش نور زیاد و کم باران رشد می‌کنند، کمتر از گیاهانی هستند که در مناطق ابری و پر باران رشد می‌کنند. احتمالاً دلیل بر این است که تغییر اندازه پنجره برگ، به گونه ای تکامل یافته‌است که به گیاهان اجازه می‌دهد میزان جذب مطلوب نور خورشید را بر اساس محیط خود تنظیم کنند.

## گونه‌ها
- Bulbine spp. (B. haworthioides, B. mesembryanthemoides, etc.)
- کانوفیتوم Conophytum spp.[۵]
- Callisia spp. (Callisia navicularis|C. navicularis, etc.)
- فنستراریا Fenestraria spp.
- Frithia spp.
- هاوورتیا Haworthia spp.
- هاوورتیوپسس Haworthiopsis spp.
- سنگرخ Lithops spp.
- پلئیوسپیلوسPleiospilos spp.
- قاشقیPeperomia spp. : Sarracenia spp.
- Cephalotus follicularis
- Darlingtonia (plant)|Darlingtonia californica
- Senecio rowleyanus